# Sandhults kyrka
Sandhults kyrka ligger 10 kilometer nordväst om Borås centrum. Den tillhör sedan 2018 Sandhult-Bredareds församling (tidigare Sandhults församling) i Skara stift.

## Kyrkobyggnaden
Dagens stenkyrka i empir uppfördes 1842 av byggmästaren Peter Pettersson från Sandhult efter ritningar av Jacob Wilhelm Gerss. Den ersatte en medeltida kyrka på ungefär samma  plats, som revs. 
Kyrkan består av ett enskeppigt långhus med ett stort rundat kor i nordost och ett torn i sydväst. Nordväst om koret finns en vidbyggd sakristia. Inredningen är ljus och med ursprunglig inredning. 

## Inventarier

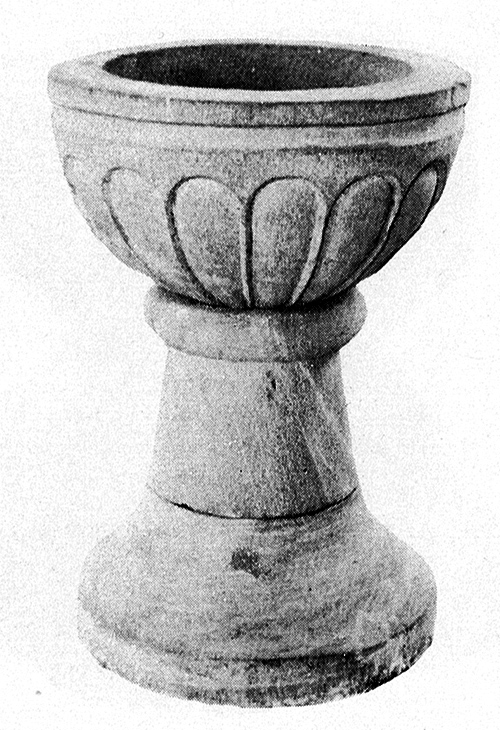
Dopfunten.

- Dopfunten av sandsten är huggen omkring år 1300 i en typ som inspirerats av Gotlands funtar. Den är i tre delar med höjden 99 cm. Cuppan är skålformad med ett upptill utsparat band och nedtill musselornamentik med sexton utsparade fält. Skaftet är koniskt, lätt konkavt och upptill avslutat med en kraftig vulst. Foten utgör en direkt fortsättning av skaftet och har en 10 cm hög fotplatta. Uttömningshål saknas. Funten är mycket välbevarad med stor skärpa i ornamentiken.[1]
- Altaruppsatsen, som har form av en tempelgavel med mantelkors, och predikstolen med ljudtak är tillverkade 1842 av Johannes Andersson i Mjöbäck och målad i vitt och guld.

### Klockor
Storklockan är av en senmedeltida normaltyp och saknar inskrifter.

### Den första orgeln, 1869
Kyrkans orgel är placerad på västläktaren. Det första instrumentet stod färdigt den 1 oktober 1869 och byggdes av orgelbyggaren Erik Adolf Setterquist (1809–1885) i Örebro, som också utformade orgelfasaden. Detta framkommer av ett brandförsäkringsavtal för Sandhult Sockens Kyrka från 11 september 1873, med försäkringsnummer 24786, som återfinns i Riksarkivet, men även i Riksantikvarieämbetets Bebyggelseregister (BeBR) och i Sten L. Carlssons inventering "Sveriges Kyrkorglar" från 1973. (Skara stifts orgelinventering från 2013–14 anger felaktigt Åkerman & Lund som byggare.) Orgeln hade 12 stämmor, fördelade på en manual och självständig pedal som också var bihängd manualen, och hade (enl. BeBR) rörpneumatiskt system med manuell luftförsörjning (trampor). Fasadens principalpipor var ljudande. 
I brandförsäkringsavtalet från 1873 beskrivs orgeln i detalj: 
"Strukturen af plank och bräder. Manualklaveret af jakaranda; heltonerna belagda med elfenben och halftonerna med ebenholz; Manualklaveret anbragt i en för ändamålet gjord klaverstol, stående framför orgeln, uti nämnde stol, inneslutes förmedelst lås och nyckel, så väl klaveret som andragsknapparne; pedalklaveret finnes bihängt manualen. Orgeln har en dubbel bälg af erforderlig storlek. Andragsknapparna äro af jakaranda med porslinsbrickor, i hvilka stämmornas namn och fottal finnas inbrända. Alla pipor af orgeltenn, undantagandes facadpiporna, som äro förfärdigade af engelskt tenn med drifna labier. Nu beskriven orgelbyggnad med derå anbragta oljemålning och förgyllning värderades med ledning af byggnadskontrakt, ortens arbetslöner och pris å materialier till 4 550 [kronor]."

Manual
Principal 16' ("från ostr. c en oktav träd, resten orgeltenn")
Borduna 16' ("från ostr. c en oktav träd, resten orgeltenn")
Principal 8' ("grofva oktaven av träd, resten orgeltenn")
Rörflöjt 8' ("grofva oktaven av träd, resten orgeltenn")
Salicional 8' ("från ostr. c af orgeltenn; basen leds från Rörflöjt 8")
Oktava 4' ("af orgeltenn")
Quinta 3' ("af dito")
Oktava 2 ("af dito")
Fleute harmonique 8' ("bas, 12 toner från principal, resten av orgeltenn")
Trumpet 8' ("pipor, koppfa och diller af orgeltenn, tungor och kryckor [av] messing")

Pedal
Subbas 16' ("20 toner av träd, angifvande ton i pedalen")
Basun 16' ("20 toner av träd, angifvande ton i pedalen")

### Ombyggd orgel, 1924
Orgeln byggdes om och utökades 1924 av A. Mårtensson Orgelfabrik AB (Anders Mårtensson, 1875–1956) i Lund, som bland annat elektrifierade luftförsörjningen (enligt BeBR). Fasaden från den gamla orgeln blev kvar, men fasadpiporna gjordes stumma, medan flera andra stämmor från det tidigare instrumentet återanvändes. Orgeln var pneumatisk och hade 17 stämmor (varav två transmissioner), fördelade på två manualer och pedal, med manubrier för registreringen och trampor för kopplen. Manualerna, med omfång: C–g3 (56 toner), hade vita undertangenter och svarta övertangenter; pedalens omfång var: C–f1 (30 toner). Tre fasta kombinationer (Mezzoforte, Forte, Tutti), samt två fria kombinationer. Sex koppel: II/I, I/P, II/P, I 4/I, II 16/I, och II 4/I. Hela orgelverket var inbyggt i ett svällskåp, vars jalusiluckor reglerades med en trampa, men det fanns också en registersvällare. Luftförsörjning med elektrisk fläkt, men det var också möjligt med manuell pumpning (trampor).

Manual I
Borduna 16'
Principal 8'
Flûte harmonique 8'
Gamba 8'
Dolce 8'
Oktava 4'
Rauschkvint II, 2 2/3'
Trumpet 8'

Manual II
Rörflöjt 8'
Violin 8'
Salicional 8'
Voix céléste 8'
Flûte octaviante 4'
Klarinett 8'

Pedal
Subbas 16' (transm. Bord. 16', Man. I)
Cello 8' (transm. Gamba 8', Man. I)
Basun 16'

### Den nuvarande orgeln, 1974
Nuvarande orgel byggdes 1974 av Hammarbergs Orgelbyggeri AB (Nils Olof Hammarberg, 1913–1991) i Hovås utanför Göteborg. Den är helmekanisk och har 24 stämmor, fördelade på två manualer och pedal, med registerandrag för stämmorna och trampor för normalkoppel (II/I, I/P, II/P). Andra manualens stämmor är inbyggda i svällskåp, vars jalusiluckor regleras med en fottrampa. Manualerna, med omfång: C–g3 (56 toner), har svarta undertangenter och vita övertangenter; pedalen, med omfång: C–f1 (30 toner), har undertangenter i lackerat trä och svarta övertangenter. Luftförsörjning med elektrisk fläkt och en magasinbälg i tornrummet, men det är också möjligt med manuell pumpning (trampor). Principalpiporna i fasaden är ljudande, till skillnad från den föregående orgeln från 1924. Fasaden är den ursprungliga från 1869, men enligt Bebyggelseregistret (BeBR) flyttades orgeln 60 cm åt väster i samband med detta orgelbygge.
Manual I (Huvudverk)
Principal 8'
Rörflöjt 8'
Oktava 4'
Täckflöjt 4'
Oktava 2'
Kornett III
Mixtur IV
Trumpet 8'

Manual II (Svällverk)
Gedackt 8'
Salicional 8'
Principal 4'
Koppelflöjt 4'
Waldflöjt 2'
Piccolo 1'
Sesquialtera II
Cymbel III
Rörskalmeja 8'
Tremulant (reglerbar)

Pedal
Subbas 16'
Principal 8'
Borduna 8'
Oktava 4'
Nachthorn 2'
Fagott 16'
Trumpet 4'

## Bildgalleri

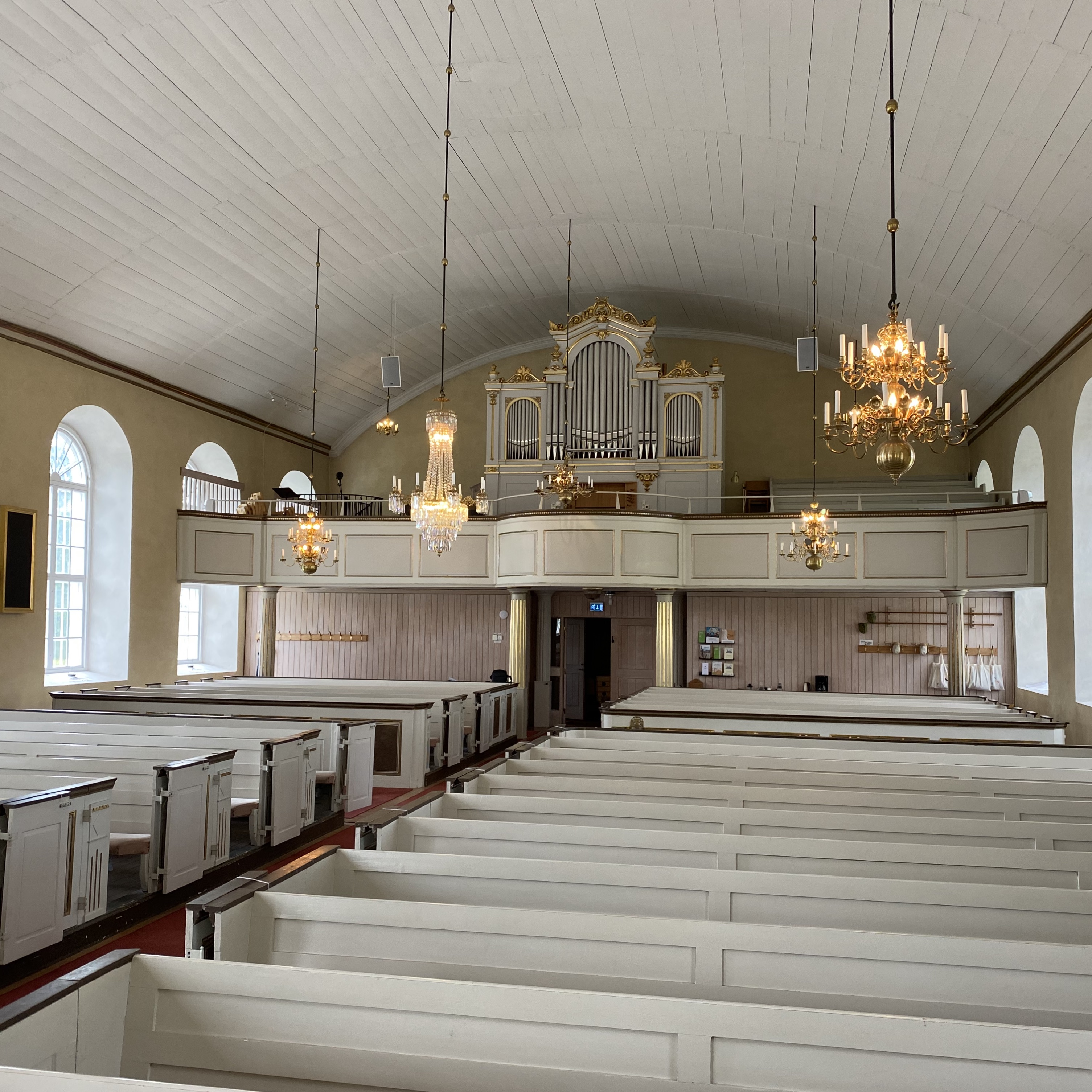
Sandhults Kyrka, orgelläktaren med orgelfasad av Erik Adolf Setterquist,
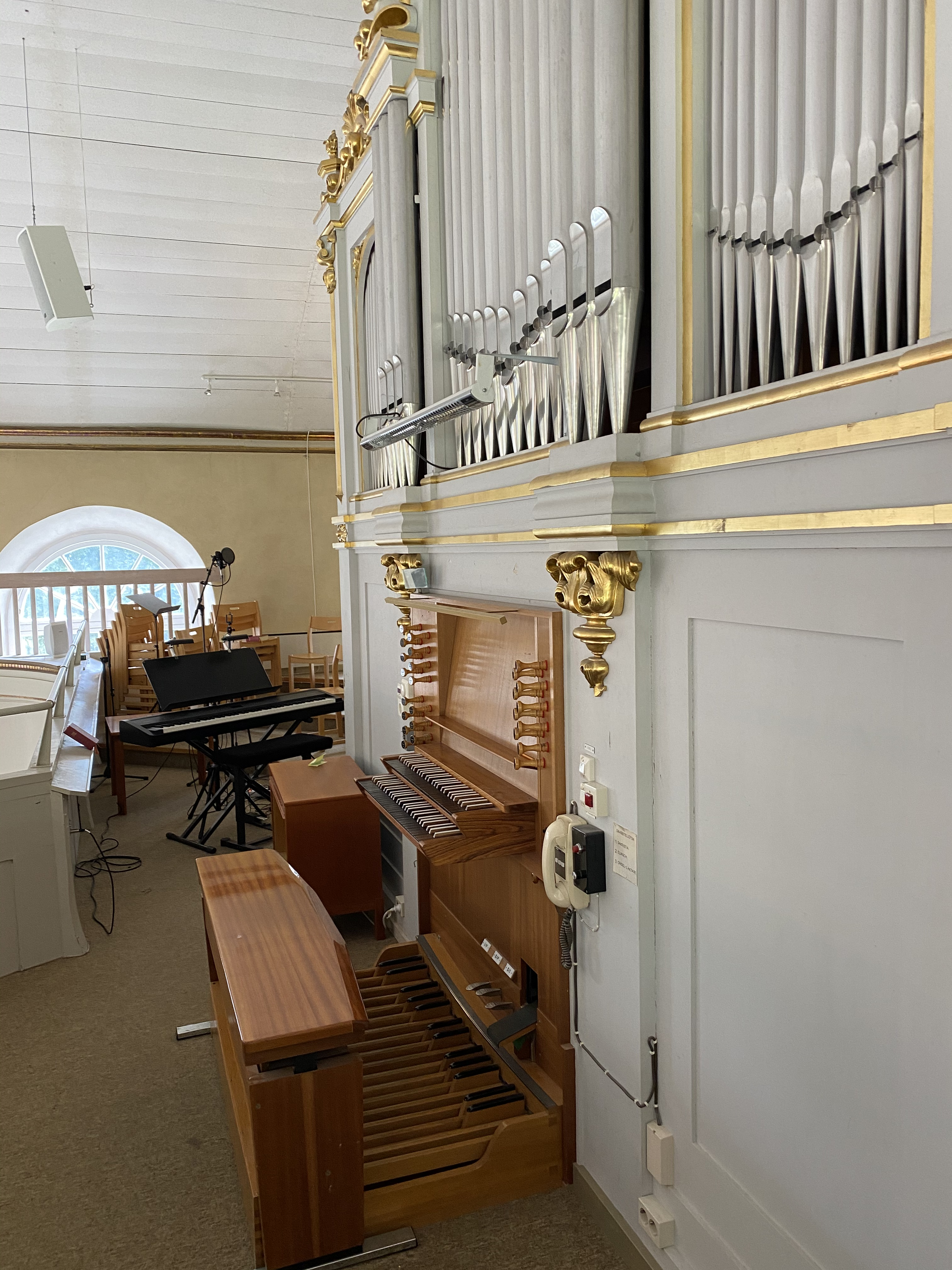
Orgelläktaren, med orgelns spelbord, pedaltaster och pall synliga.
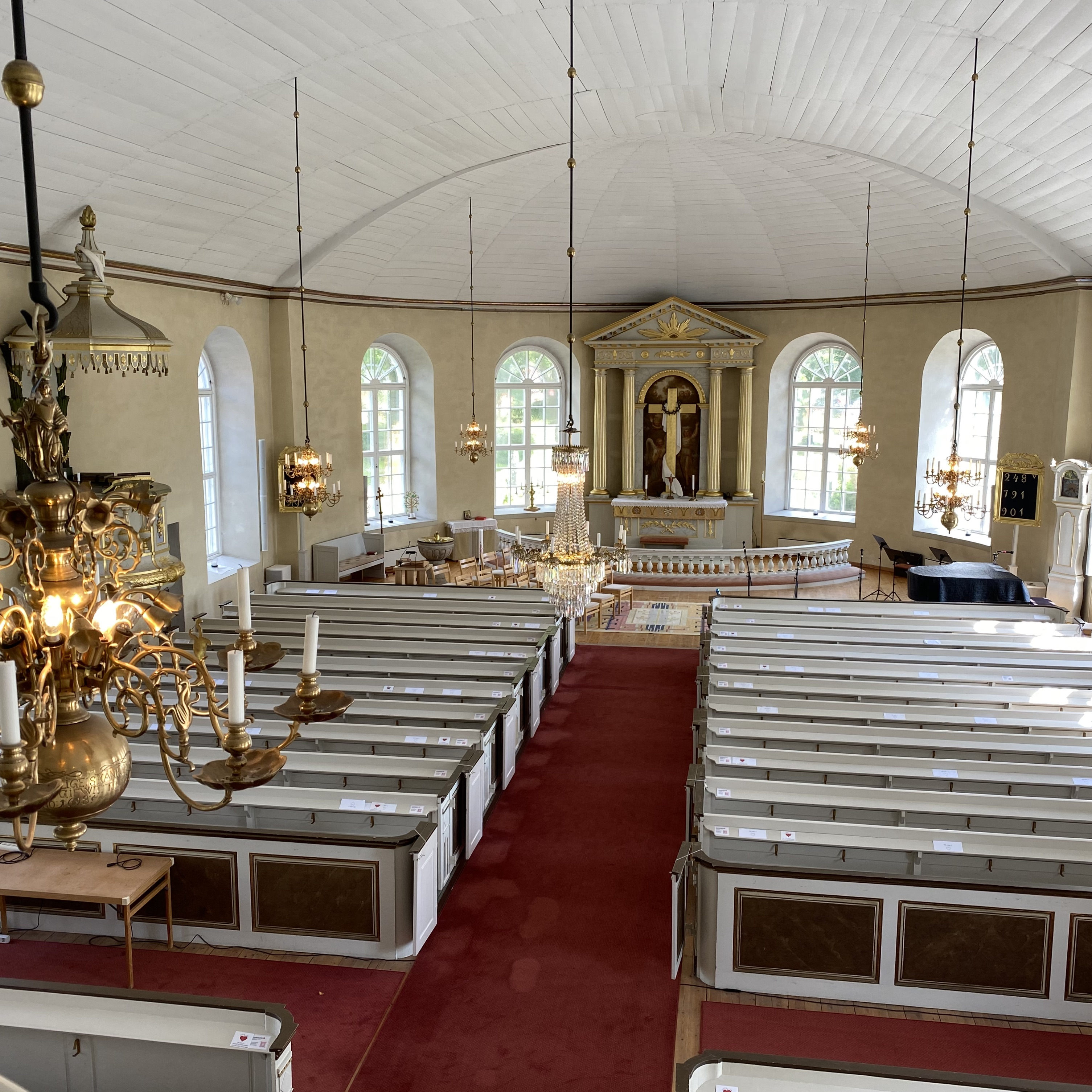
Utsikt från orgelläktaren mot koret.
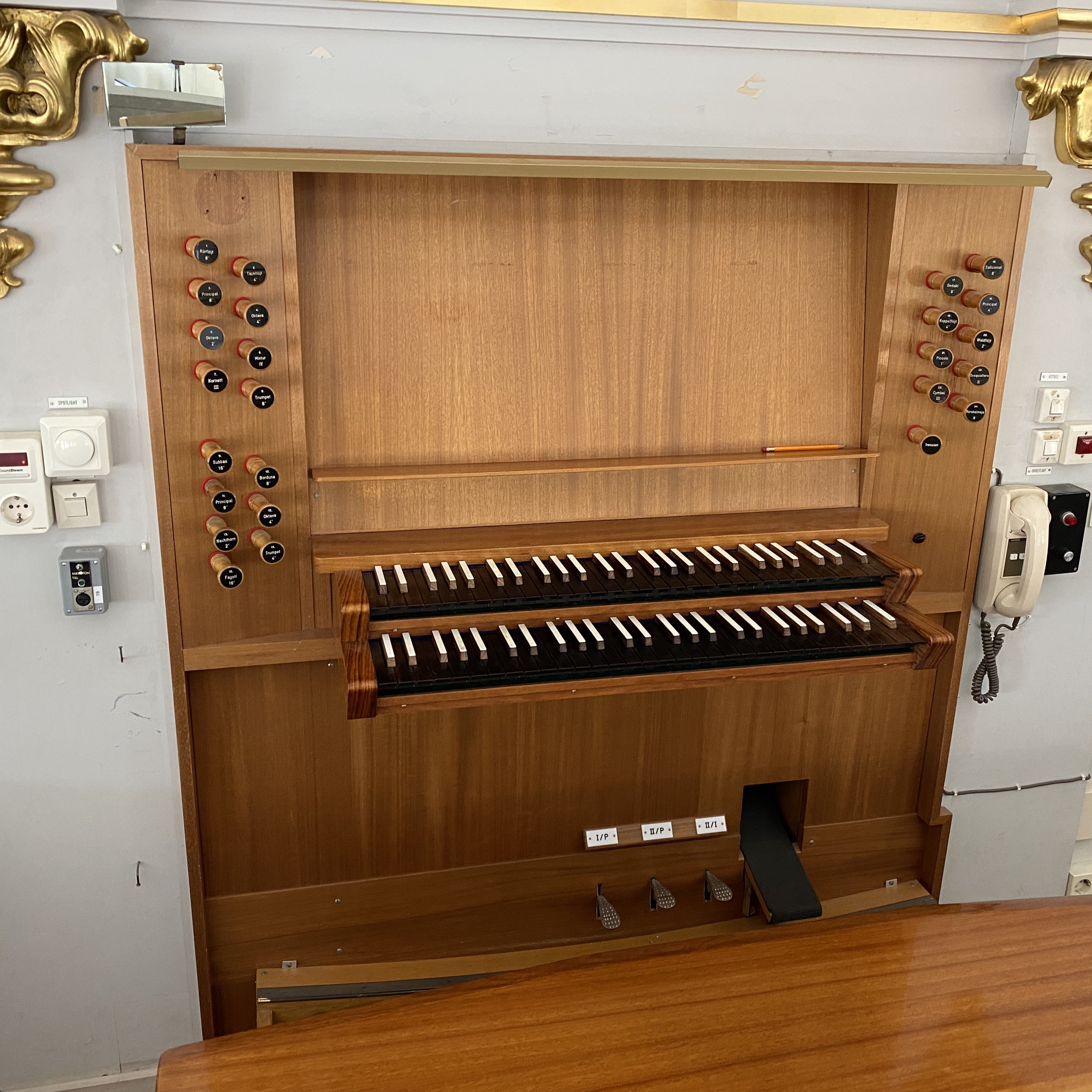
Orgelns spelbord (Hammarbergs Orgelbyggeri AB, 1974)
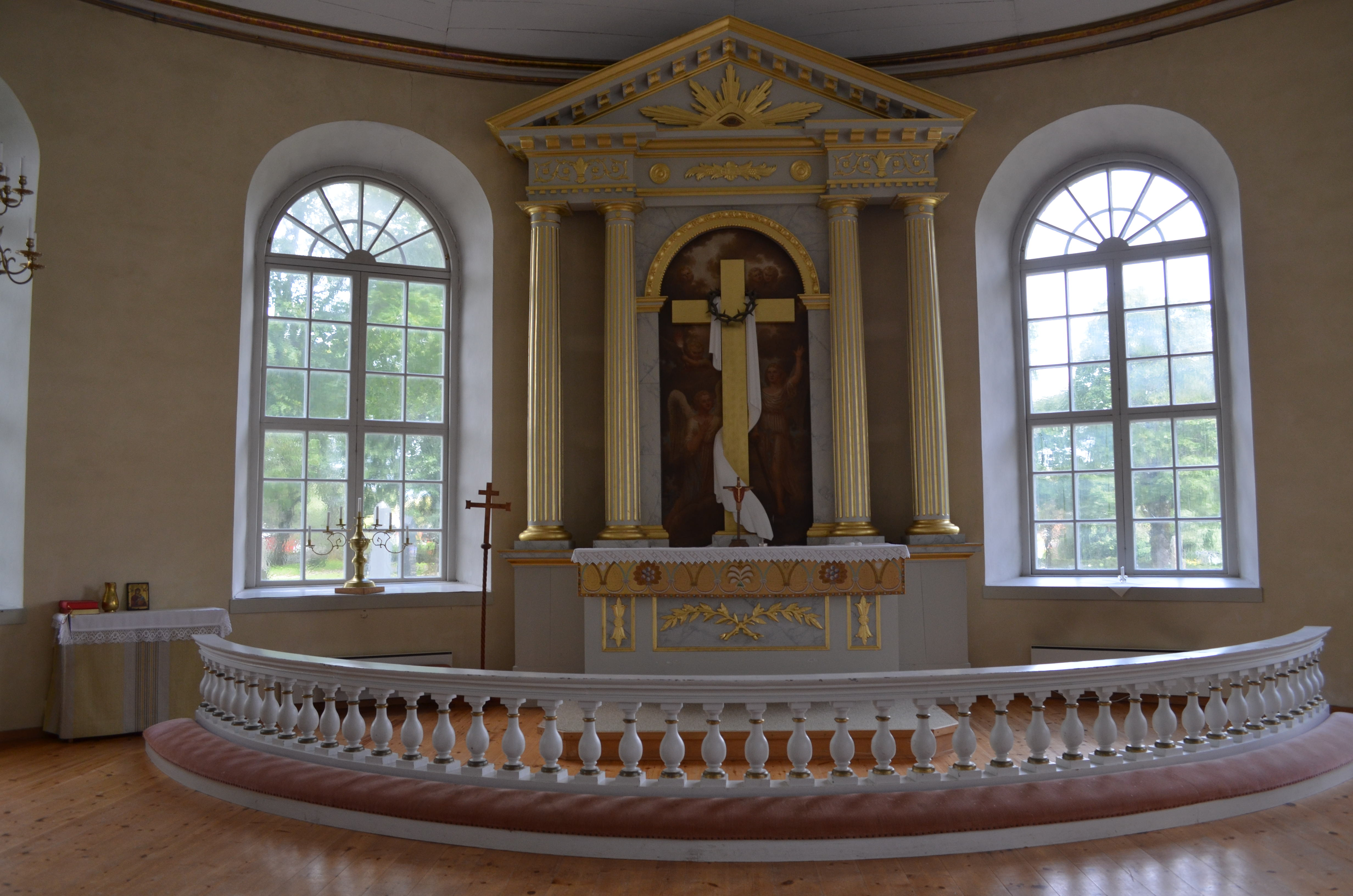
Sandhults kyrkas altare
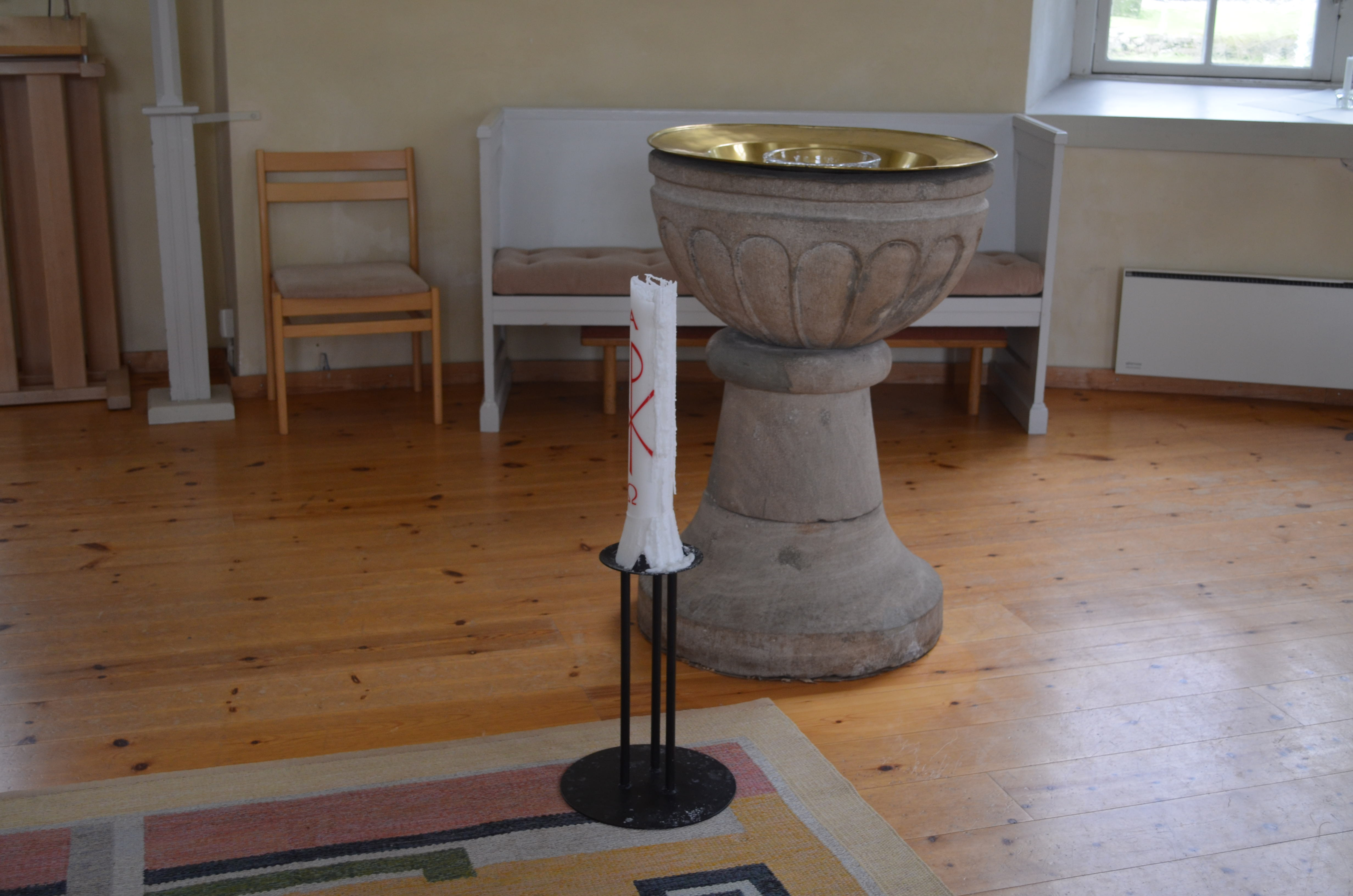
Sandhults kyrkas dopfunt
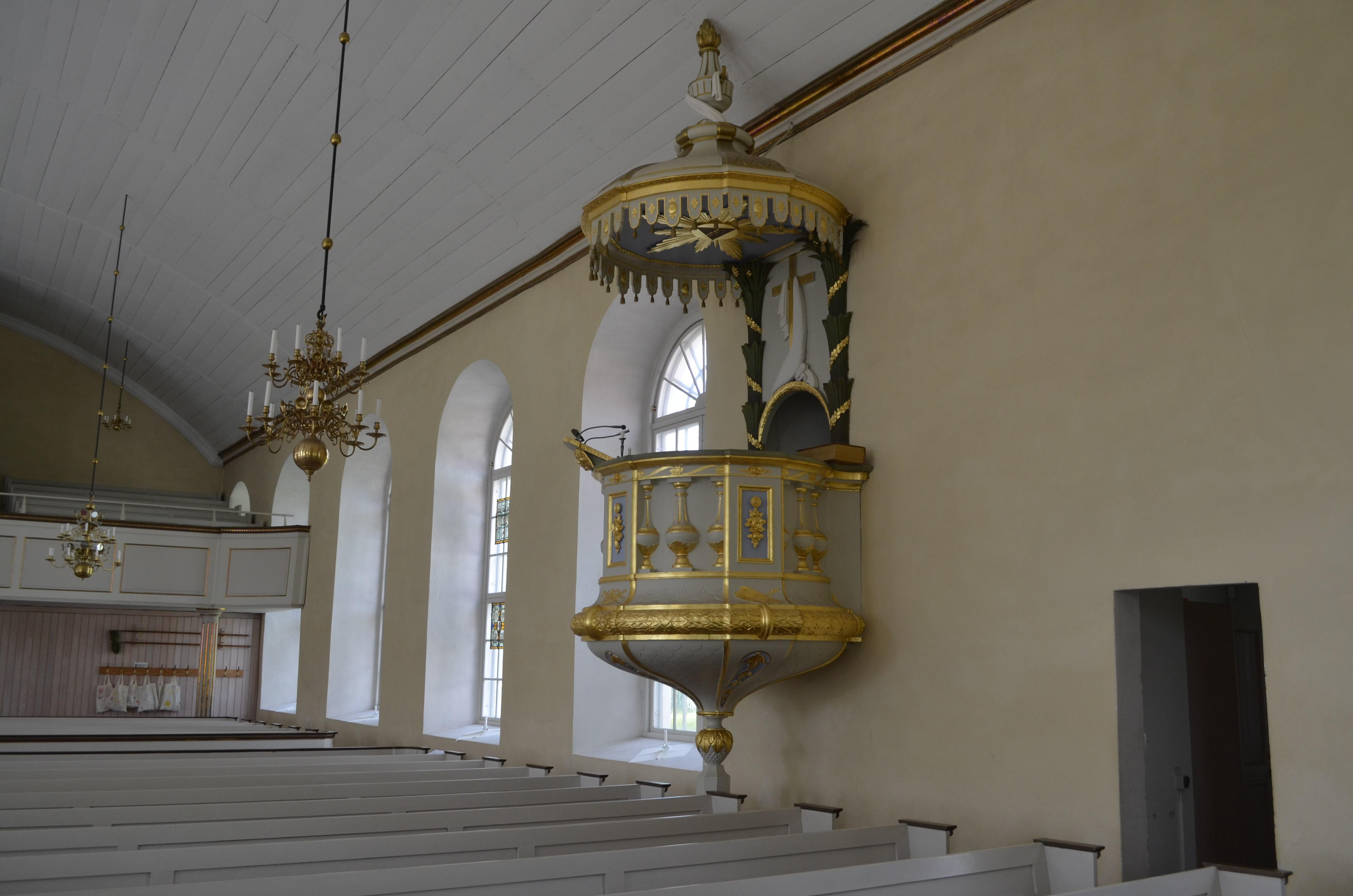
Sandhults kyrkas predikstol